# Конуспаєв Шопан
Шопан Конуспаєв (1906, аул Акмолінської області, тепер Улитауського району Карагандинської області, Республіка Казахстан — загинув 21 січня 1942 у бою за село Щукіно біля міста Ржева, тепер Тверській області, Російська Федерація) — радянський діяч, голова Алма-Атинської міської ради, народний комісар торгівлі Казахської РСР. Депутат Верховної Ради СРСР 1-го скликання (1937—1942).

## Біографія
Народився в родині скотаря. Трудову діяльність розпочав пастухом.
У 1922—1928 роках — робітник на Карсакпайському мідеплавильному комбінаті; робітник на Байконурських кам'яновугільних копальнях Казакської АРСР.
У 1928—1929 роках — голова шахтарського комітету Спілки гірничих робітників Казакської АРСР в селищі Байконур.
У 1929—1931 роках — слухач Центральної профспілкової школи при Центральному правлінні Спілки гірників СРСР у Москві.
У 1931—1932 роках — заступник начальника Центрального правління Спілки робітників кольорової металургії Казакської АРСР в місті Алма-Аті.
Член ВКП(б) з 1932 року.
У 1932—1933 роках — заступник голови Південно-Казахстанської обласної ради профспілок у місті Чимкенті.
У 1933—1934 роках — голова районної Спілки робітників кольорової металургії при Балхашбуді Казакської АРСР.
У 1934—1937 роках — заступник голови Алма-Атинської міської ради.
У травні 1937 — липні 1938 року — голова Алма-Атинської міської ради.
У липні 1938 — квітні 1939 року — народний комісар торгівлі Казахської РСР.
У 1939—1941 роках — начальник управління «Житлобуду» в місті Ріддер Казахської РСР.
З 1941 року служив у Червоній армії на політичній роботі, був комісаром 285-го стрілецького полку 183-ї стрілецької дивізії. Учасник німецько-радянської війни. Загинув 21 січня 1942 року в боях за село Щукіно біля міста Ржева Калінінської (Тверської) області. Похований біля станції Мончалово.

## Звання
- старший політрук